# Isole Banda
Le Isole Banda  (in indonesiano: Kepulauan Banda) sono un gruppo di dieci piccole isole vulcaniche nel Mar di Banda, a circa 140 km a sud dell'isola di Ceram e circa 2000 km a est dell'isola di Giava, e sono parte della provincia indonesiana di Maluku, nelle Molucche. Il capoluogo Banda Naira è situato nell'isola dallo stesso nome. Sono circondate da un oceano profondo tra i 4 e i 6 km e hanno il una superficie totale di circa 180 km², per una popolazione stimata di circa 21.902 persone al 2023. Fino al XIX secolo le Isole Banda erano l'unica area di produzione della noce moscata e del macis, prodotto dagli alberi di noce moscata. Le isole sono anche una destinazione popolare per l'immersione subacquea e lo snorkeling.

## Storia
Il navigatore portoghese Antonio de Abreu fu il primo europeo a sbarcare sulle isole, nel 1512. Il controllo della produzione di noce moscata e macis fu una delle principali motivazioni della conquista delle isole da parte degli olandesi nel 1621, guidata da Jan Pieterszoon Coen. A quel tempo la noce moscata era una delle "spezie fini" mantenute costose in Europa da una disciplinata manipolazione del mercato, ma anche una merce desiderabile per i commercianti olandesi nei porti dell'India; lo storico dell'economia Fernand Braudel sostiene che l'India ne consumasse due volte più dell'Europa. Il lucroso monopolio sulle forniture venne rinforzato spietatamente: gli olandesi decimarono e trasferirono gli indigeni e le isole vennero successivamente abitate da schiavi importati, detenuti e lavoratori a contratto (per lavorare nelle piantagioni di noce moscata), oltre che da immigranti da altre parti dell'Indonesia.
La popolazione delle Isole Banda precedente alla conquista olandese viene generalmente stimata attorno alle 13/15 000 persone, alcune delle quali erano mercanti malesi e giavanesi, oltre a cinesi e arabi. Il numero di bandanesi che furono uccisi, cacciati a forza o che dovettero abbandonare le isole nel 1621 è ancora incerto, ma la lettura di fonti storiche suggerisce che probabilmente circa un migliaio di bandanesi sopravvissero nelle isole, e furono sparsi nelle coltivazioni di noce moscata ai lavori forzati. Carichi di bandanesi sopravvissuti furono anche mandati a Batavia (Giacarta) per lavorare come schiavi allo sviluppo della città e alla sua fortificazione. Circa 530 di queste persone furono successivamente riportate alle isole a causa del bisogno di gente esperta nella coltivazione della noce moscata (un'abilità che mancava decisamente tra i coloni olandesi appena arrivati).
Forte Belgica, una delle tante stazioni commerciali fortificate costruite dalla Compagnia Olandese delle Indie Orientali, è una delle più grandi stazioni commerciali fortificate europee rimaste in Indonesia.
La violenza religiosa, fuoriuscita dai conflitti di Ambon, afflisse leggermente le isole alla fine degli anni 1990, danneggiando l'industria del turismo in precedenza prospera.

## Geografia
Ci sono sette isole abitate e diverse altre disabitate. Le isole abitate sono:
Gruppo principale:

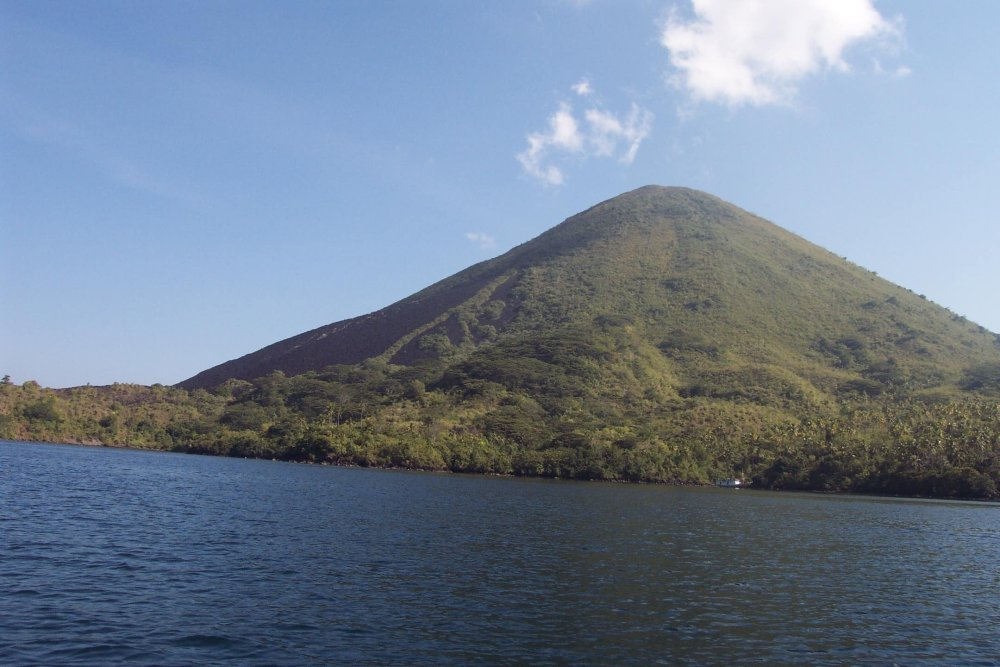
Il vulcano attivo di Gunung Api, nelle Isole Banda

- Banda Neira, o Naira, l'isola che ospita la capitale amministrativa e un piccolo campo di volo (oltre ad alloggiamenti per i visitatori).
- Gunung Api, un vulcano attivo con una vetta di circa 650 m
- Banda Besar, l'isola più grande, lunga 12 km e larga 3 km. Sono presenti tre insediamenti principali: Lonthoir, Selamon e Waer.

A ovest del gruppo principale:
- Pulau Ai o Pulau Ay
- Pulau Run.

A est:
- Pulau Pisang, nota anche come Syahrir.

A sud-est:
- Pulau Hatta, nota in precedenza come Rosengain o Rozengain

Altre isole, piccole e/o disabitate, sono:
- Nailaka, a breve distanza a nord-est di Pulau Run
- Batu Kapal
- Manuk, un vulcano attivo
- Pulau Keraka o Pulau Karaka (Isola dei Granchi)
- Manukang
- Reef di Hatta

## Cultura bandanese
Gran parte degli abitanti odierni delle Isole Banda discendono da immigranti e lavoratori delle piantagioni provenienti da varie parti dell'Indonesia, oltre che dagli abitanti originari. Essi hanno ereditato aspetti delle pratiche rituali pre-coloniali delle Banda che sono tenute in grande considerazione e vengono eseguite tutt'oggi, dando loro un'identità culturale distintiva.
Oltre a ciò, gli abitanti delle isole Banda parlano un distinto dialetto malese che ha diverse particolarità che lo differenziano dal malese ambonese, il dialetto più noto e diffuso che costituisce la lingua franca di Maluku.